# Edurne Pasabanová
Edurne Pasabanová (* 1. srpna 1973) je baskická horolezkyně, která se stala dvacátým pátým člověkem, třetím občanem Španělska, první ženou a první Španělkou, které se podařilo dobýt všech 14 osmitisícových vrcholů. Na všechny osmitisícovky vystoupila mezi roky 2001 a 2010 během pouhých 8 let a 11 měsíců.
Vedla závod s jihokorejskou horolezkyní O Ǔn-sŏn o to, která z nich se stane první ženou na všech 14 osmitisícovkách. Korejka O Ǔn-sŏn to zvládla o tři týdny dříve, nad jejím výkonem však visel stín pochybností kvůli nepotvrzenému výstupu na Kančendžengu, který byl později po přiznání samotné horolezkyně definitivně vymazán ze záznamů. První ženou na všech čtrnácti osmitisícových vrcholech se tak stala právě Edurne Pasabanová.

## Úspěšné výstupy na osmitisícovky
- 2001 Mount Everest (8849 m)
- 2002 Makalu (8465 m)
- 2002 Čo Oju (8201 m)
- 2003 Lhoce (8516 m)
- 2003 Gašerbrum II (8035 m)
- 2003 Gašerbrum I (8068 m)
- 2004 K2 (8611 m)
- 2005 Nanga Parbat (8125 m)
- 2007 Broad Peak (8047 m)
- 2008 Dhaulágirí (8167 m)
- 2008 Manáslu (8163 m)
- 2009 Kančendženga (8586 m)
- 2010 Annapurna (8091 m)
- 2010 Šiša Pangma (8013 m)